# Tops Pizza

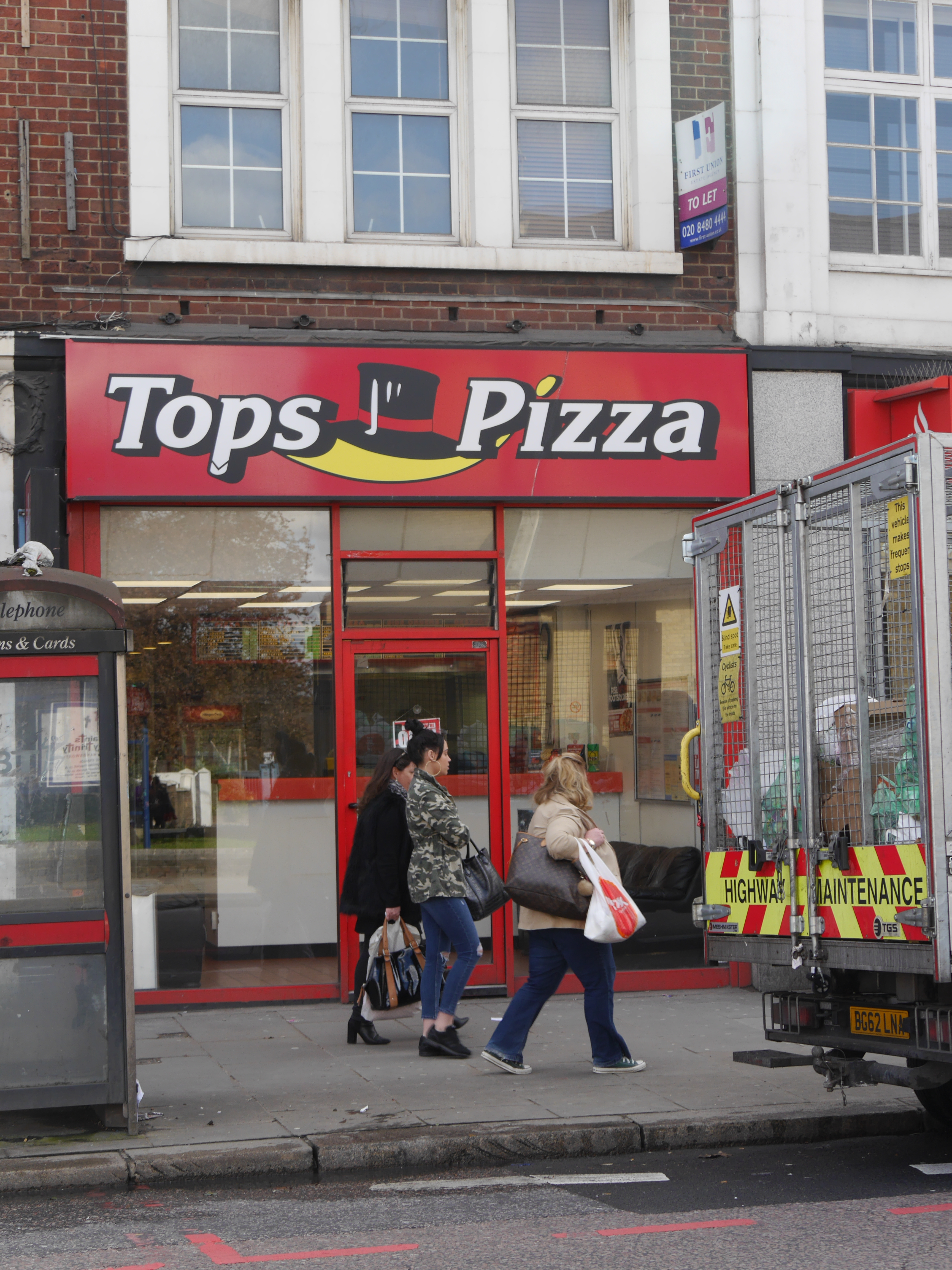
Tops Pizza, en Wandsworth High Street, Londres

Tops Pizza es una cadena de pizzerias británica, con 42 tiendas en Londres y en el sureste del Reino Unido.
La compañía abrió su primera tienda en el 74 de Fulham Palace Road en 1988, por el británico-iraní Ali Morad Yazdi Nodoushani, a los 28 años.
https://topspizza.co.uk/
- Datos: Q24439136
- Multimedia: Tops Pizza / Q24439136